# Нокарио
Нокарио (фр. Nocario, корс. Nucariu) — коммуна во Франции, находится в регионе Корсика. Департамент коммуны — Верхняя Корсика. Входит в состав кантона Кастаньичча. Округ коммуны — Корте.
Код INSEE коммуны — 2B176.

## Население
Население коммуны на 2008 год составляло 56 человек.
| 1962 | 1968 | 1975 | 1982 | 1990 | 1999 | 2008 |
| ---- | ---- | ---- | ---- | ---- | ---- | ---- |
| 70   | 90   | 70   | 41   | 33   | 42   | 56   |

## Экономика
В 2007 году среди 33 человек в трудоспособном возрасте (15—64 лет) 21 были экономически активными, 12 — неактивными (показатель активности — 63,6 %, в 1999 году было 52,2 %). Из 21 активных работали 15 человек (13 мужчин и 2 женщины), безработных было 6 (1 мужчина и 5 женщин). Среди 12 неактивных 2 человека были учениками или студентами, 6 — пенсионерами, 4 были неактивными по другим причинам.